# Den, kdy zemřela hudba
Den, kdy zemřela hudba (anglicky The Day the Music Died) je symbolické označení data tragické letecké nehody, která se odehrála 3. února 1959 nedaleko města Clear Lake na severu Iowy. Zemřeli při ní tři slavní rokenroloví hudebníci Buddy Holly (†22), Ritchie Valens (†17) a J. P. „The Big Bopper“ Richardson (†28). 

## Okolnosti
Poté, co Buddy Holly ukončil spolupráci s The Crickets, dal pro své turné nazvané „Winter Dance Party“ dohromady novou kapelu, ve které byli Waylon Jennings, Tommy Allsup a Carl Bunch. Turné se také zúčastnili hudebníci Ritchie Valens a The Big Bopper, kteří tak rovněž propagovali své nahrávky. Turné bylo naplánováno na tři týdny a mělo zahrnovat 24 měst na středozápadě USA.
Velké vzdálenosti mezi místy konání, panující zima a špatně vybavené autobusy měly na cestující neblahý vliv. Hudebníci onemocněli chřipkou a Hollyho bubeník byl dokonce hospitalizován s omrzlinami. Když odehráli koncert v Surf Ballroom ve městě Clear Lake v Iowě, Holly rozhodl, že si na cestu na další koncert v Moorhead v Minnesotě (500 km vzdušnou čarou) pronajme letadlo. Carroll Anderson, vlastník Surf Ballroom, pronajal letadlo u Dwyer Flying Service. „Big Bopper“ Richardson, který měl chřipku, si vyměnil místo s Waylonem Jenningsem, který kvůli tomu neletěl. Tommy Allsup s Ritchiem Valensem si o místo v letadle hodili mincí a Allsup prohrál. Dion DiMucci (ze skupiny Dion and the Belmonts) se kvůli poplatku 36 $ rozhodl, že nepoletí.

## Nehoda
Vyšetřování případu zjistilo, že špatné počasí a chyba pilota způsobily krátce po startu prostorovou dezorientaci, kvůli níž pilot Roger Peterson ztratil kontrolu nad letadlem. Hubert Dwyer, majitel letecké společnosti, nemohl navázat rádiové spojení a další ráno oznámil zmizení letounu. Sám vzlétl se svým letadlem Cessna 180 a v kukuřičném poli 9,7 km severozápadně od letiště zpozoroval trosky. Informoval o tom úřady, které vyslaly Billa McGilla, který jel na místo neštěstí a našel zde těla pasažérů a pilota. Carroll Anderson je později identifikoval.

## Odraz v kultuře
Událost znamenala těžký šok pro celou rokenrolovou scénu. Řada soudobých muzikantů později vzpomínala, jak hluboce je událost ovlivnila. Často se označuje za symbolický konec 50. let v hudbě, který otevřel cestu 60. letům s novými rockovými postupy a počátku britské dominance nad směřováním světové populární hudby (britská invaze). Nesmrtelný pomník tomuto datu vztyčil Don McLean ve své písni American Pie (1971).

## Galerie

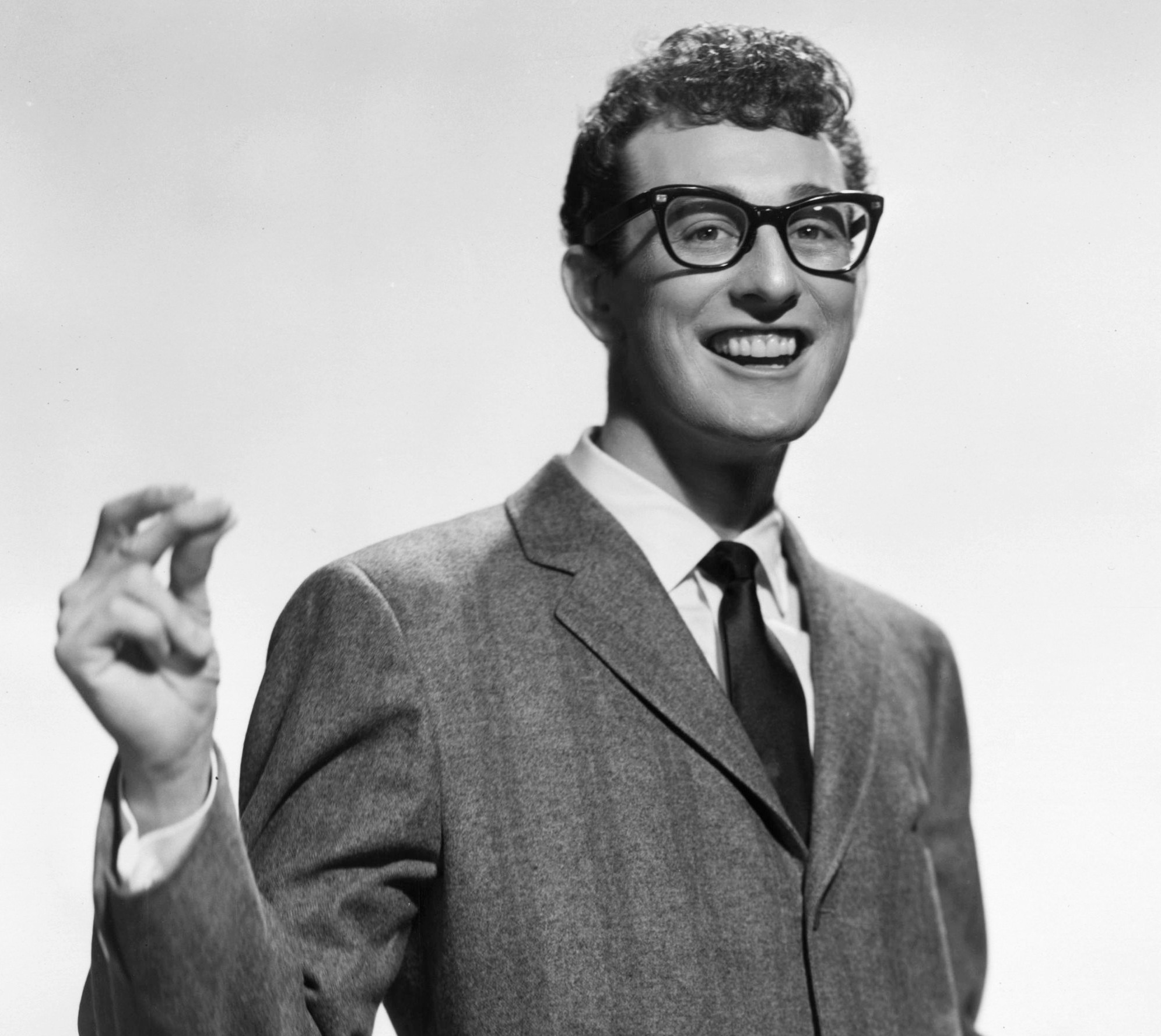
Buddy Holly
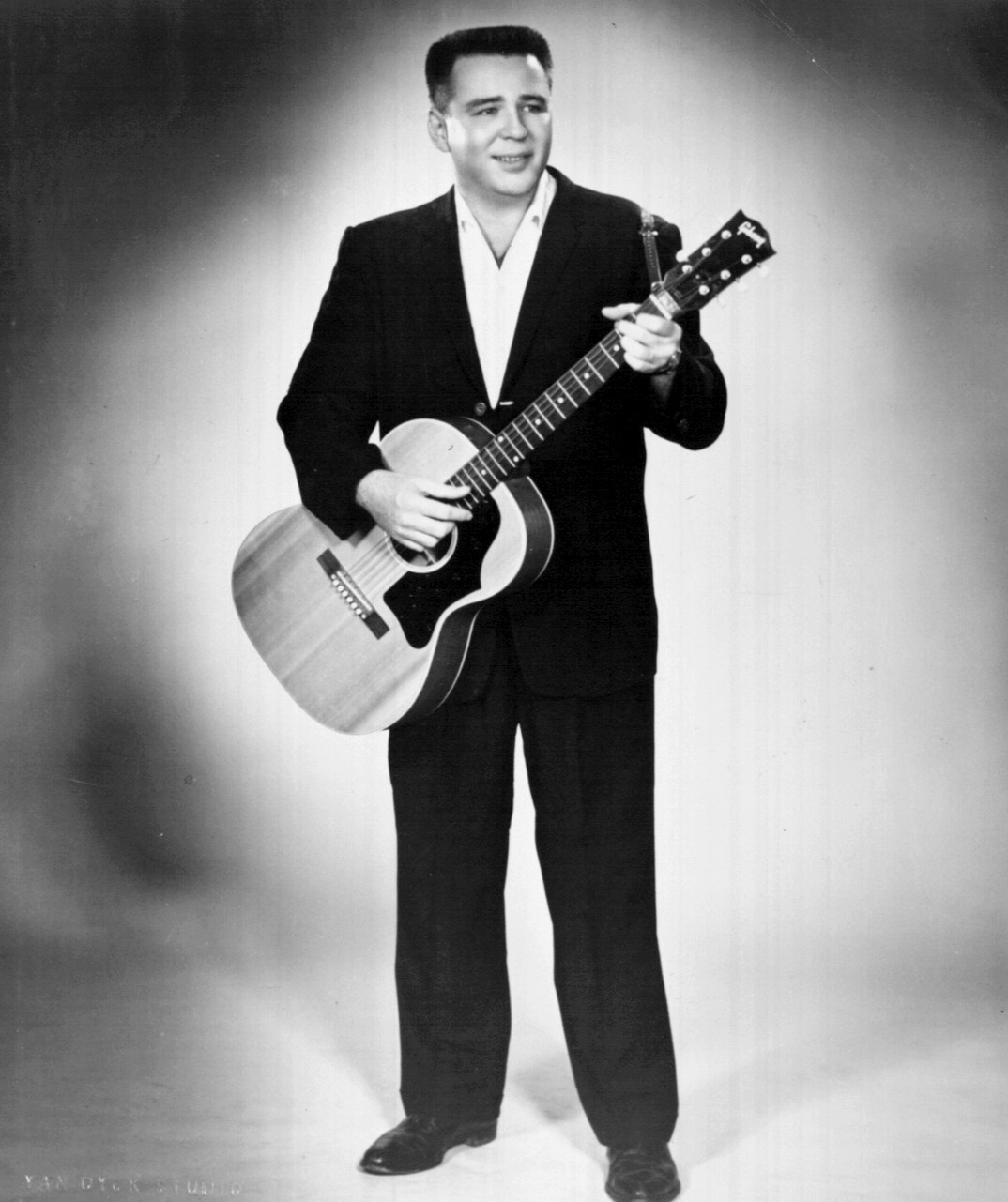
The Big Bopper
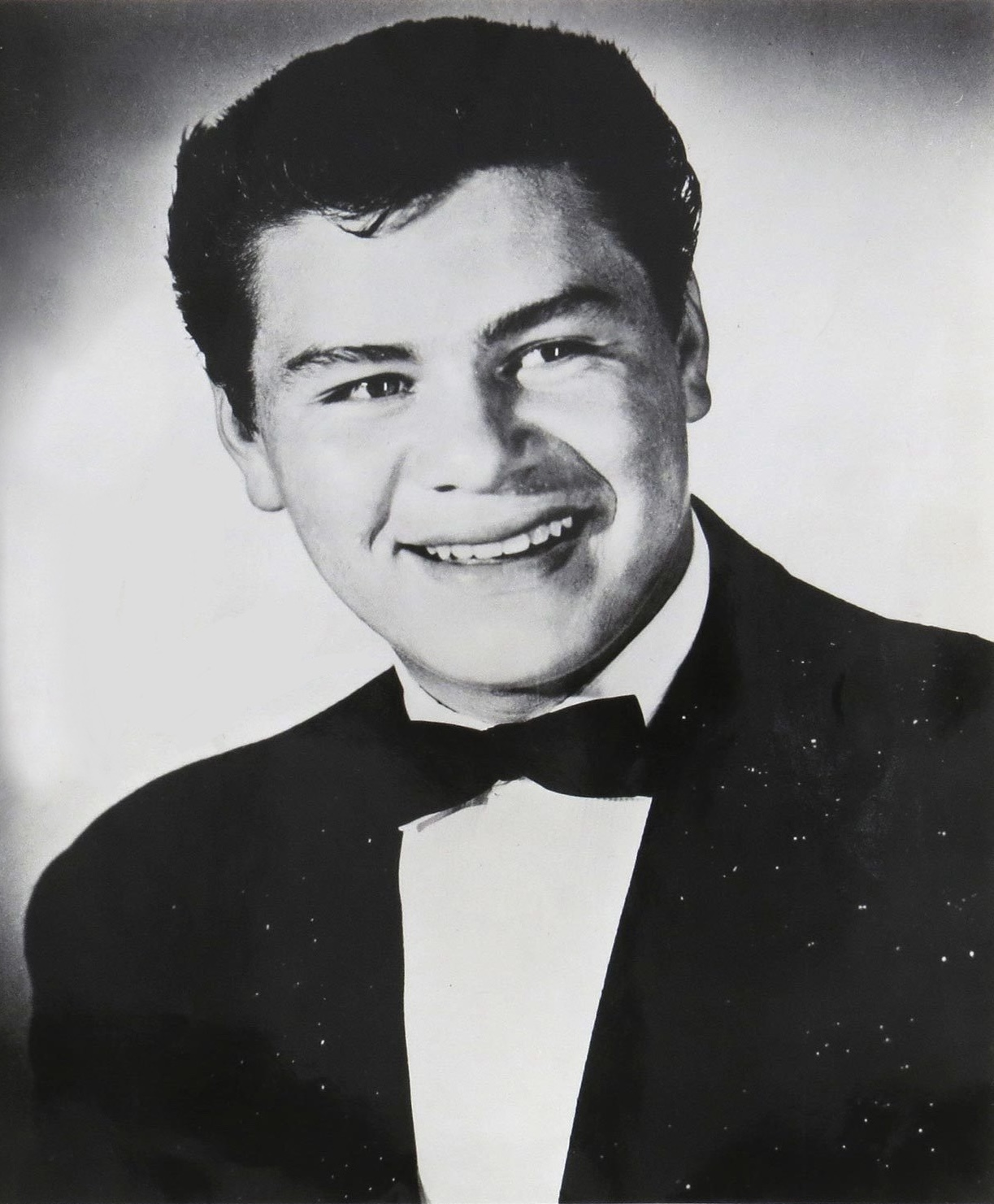
Ritchie Valens
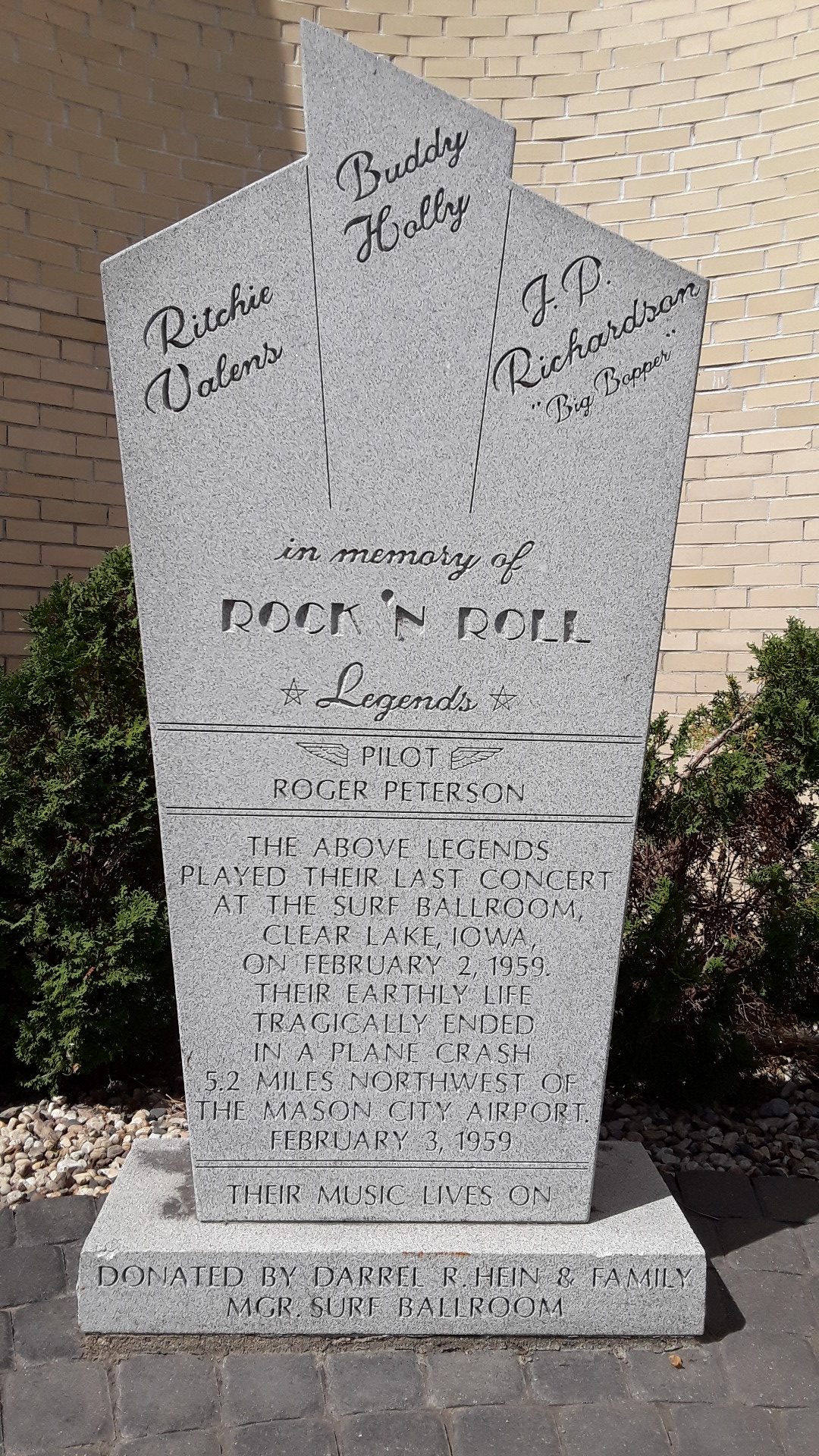
Památník před Surf Ballroom